# حكومة العمراني السادسة
حكومة العمراني السادسة هي الحكومة الحادية والعشرون للمغرب منذ استقلاله في 1955 وسادس حكومة يترأسها محمد كريم العمراني، تشكلت في 11 نوفمبر 1993 بظهير شريف رقم 1.93.446 صادر في 2 جمادى الآخرة 1414 (17 نوفمبر 1993) و حلت في 25 ماي 1994.

## التركيبة
|    | الصورة | المنصب                                                           | الإسم                        | الحزب |
| -- | ------ | ---------------------------------------------------------------- | ---------------------------- | ----- |
| 1  |        | الوزير الأول                                                     | محمد كريم العمراني           |       |
| 2  |        | وزير الدولة                                                      | مولاي أحمد العلوي            |       |
| 3  |        | وزير الدولة المكلف بالشؤون الخارجية و التعاون                    | عبد اللطيف الفيلالي          |       |
| 4  |        | وزير الدولة للداخلية و الإعلام                                   | ادريس البصري                 |       |
| 5  |        | وزير العدل                                                       | محمد الإدريسي العلمي المشيشي |       |
| 6  |        | وزير الصحة العمومية                                              | عبد الرحيم الهاروشي          |       |
| 7  |        | وزير المالية                                                     | محمد ساغو                    |       |
| 8  |        | وزير التربية الوطنية                                             | محمد الكنيدري                |       |
| 9  |        | وزير الصيد البحري و التجارة البحرية                              | مصطفى ساهل                   |       |
| 10 |        | وزير الأشغال العامة و التكوين المهني و تكوين الأطر               | محمد حصاد                    |       |
| 11 |        | وزير النقل                                                       | الراشيدي الغزواني            |       |
| 12 |        | وزير البريد و المواصلات                                          | عبد السلام أحيزون            |       |
| 13 |        | وزير الفلاحة و الإسثتمار الفلاحي                                 | عبد العزيز مزيان بلفقيه      |       |
| 14 |        | وزير الشبيبة و الرياضة                                           | إدريس العلوي المدغري         |       |
| 15 |        | وزير التجارة و الصناعة                                           | إدريس جطو                    |       |
| 16 |        | وزير الأوقاف و الشؤون الإسلامية                                  | عبد الكبير المدغري العلوي    |       |
| 17 |        | وزير التشغيل و الشؤون الاجتماعية                                 | رفيق الحداوي                 |       |
| 18 |        | وزير الطاقة و المعادن                                            | عبد اللطيف الكراوي           |       |
| 19 |        | وزير الشؤون الثقافية                                             | محمد علال سيناصر             |       |
| 20 |        | وزير الإسكان                                                     | ادريس التولالي               |       |
| 21 |        | وزير التجارة الخارجية و الاستثمارات الخارجية و الصناعة التقليدية | مراد الشريف                  |       |
| 22 |        | وزير السياحة                                                     | سيرج بيرديغو                 |       |
| 23 |        | الأمين العام الحكومة                                             | عبد الصادق الربيع            |       |
| 24 |        | وزير منتدب لدى الوزيرالأول المكلف بالشؤون الادارية               | عزيز حسبي                    |       |
| 25 |        | وزير منتدب لدى الوزير الأول                                      | عبد الرحمان السباعي          |       |
| 26 |        | وزير منتدب لدى الوزير الأول المكلف بالمغاربة المقيمين بالخارج    | احمد وردي                    |       |
| 27 |        | وزير منتدب لدى الوزير الأول المكلف بالعلاقات مع البرلمان         | محمد معتصم                   |       |
| 28 |        | وزير منتدب لدى الوزير الأول                                      | عمر القباج                   |       |
| 29 |        | وزير منتدب لدى الوزير الأول المكلف بحقوق الإنسان                 | عمر عزيمان                   |       |
| 30 |        | وزير منتدب لدى الوزير الأول المكلف بالخوصصة                      | عبد الرحمن السعيدي           |       |
| 31 |        | كاتب الدولة للشؤون الخارجية                                      | الطيب الفاسي الفهري          |       |
| 32 |        | نائب كاتب الدولة في الداخلية المكلف بالبيئة                      | شوقي السرغيني                |       |